# 시나위
시나위는 한국 무속 음악의 일종으로 정형화되지 않은 기악곡이다.
전라도·충청도·경기도 남부의 가락악기 무속 음악에서 유래했다. 신방곡(神房曲)·심방곡(心房曲)으로도 부른다. 합주 악기의 기본 편성은 피리·젓대·해금·장구·징으로 되어 있으나, 가야금·퉁애·태평소 등을 곁들이기도 하고 요즈음은 아쟁이 끼이기도 하고, 또 독주 악기로 연주하기도 한다. 장단은 살풀이·자진살풀이, 또는 도살풀이·모리·발버드래가 원칙이고, 진양·중모리·중중모리·엇모리로 연주하기도 한다. 가락은 이른바 시나위 가락으로, 본청은 라·시·미가 주요 음이고, 시(Si) 위에 레(Re)에서 도(Do)에 이르는 흘러내리는 미분음이 있다. 생삼청에서는 여러 가지 딴음이 나타난다. 각 악기들은 제각기 딴가락을 연주하여 다성적(多聲的) 짜임새로 되어 있다.
어원은 '신라의 노래', '신라의 향가' 등으로 추측될 뿐 정확한 어원은 아직까지 알려진 바 없다. 최근에는 시나위를 무속 음악이 아닌 전통 음악으로 지칭하는 것으로 보기도 한다.
1973년 11월 11일 국가무형문화재로 지정되었으나,
보유자 지천만의 해외이민으로 전승이 곤란하게 되어 1975년 5월 30일 보유자 인정이 해제되었다.

## 같이 보기
- 굿
- 무악
- 무속신앙

## 참고 문헌
- 이 문서에는 다음커뮤니케이션(현 카카오)에서 GFDL 또는 CC-SA 라이선스로 배포한 글로벌 세계대백과사전의 내용을 기초로 작성된 글이 포함되어 있습니다.
- 시나위 - 국가유산청 국가유산포털